# Revolución marcista
La Revolución marcista, también conocida por varios autores como la Revolución de Marzo o la Revolución de 1845, se desarrolló entre el 6 de marzo y 17 de junio de 1845 fue un movimiento armado revolucionario; en Ecuador que enfrentó a las fuerzas en apoyo al presidente Juan José Flores y a las facciones rebeldes opositoras marcistas. Esta revolución es el tercer movimiento armado que se dio en el país desde su creación en 1830, después de la resistencia de Luis Otamendi y José de Villamil contra la secesión de Colombia, en 1830 y después de la llamada Revolución de los Chihuahuas que inició en 1833 y culminó en 1835. Se inició en la ciudad de Guayaquil y finalizó en la hacienda La Virginia en los alrededores de Babahoyo. 
Fue un levantamiento en el puerto principal en contra de las fuerzas de Flores:, quien, casi al terminar su periodo, quiso modificar la Constitución para quedarse más tiempo en el poder. Flores fue destituido.
La revolución se inició el 4 de marzo en Guayaquil debido a la mala administración del general Juan José Flores en calidad de presidente de la nación.  Los personajes principales dentro de la organización del movimiento fueron Vicente Ramón Roca, Diego Noboa y José Joaquín de Olmedo. También se encuentra la figura de Vicente Rocafuerte; aunque varias veces hubo diálogos entre él y Flores y en repetidas ocasiones hubo alianzas entre ellos, fue uno de los pilares principales para el derrocamiento de Flores. El movimiento armado estuvo liderado por el general Antonio Elizalde :sin embargo luego a nivel nacional tomaría gran importancia las acciones de José María Urbina y Viteri.
Esta revolución es el primer movimiento armado que se dio en el país desde su creación en 1830. Flores fue destituido. La revolución se inició el 6 de marzo en Guayaquil debido a la mala administración del general Juan José Flores en calidad de presidente de la nación. Los personajes principales dentro de la organización del movimiento fueron Vicente Ramón Roca, Diego Noboa y José Joaquín de Olmedo.
Después de la derrota que sufrieron las fuerzas floreanas bajo el mando de Carlos Wright en la hacienda La Elvira, Flores tuvo que rendirse tras la creación de un gobierno provisional en todo el país que desconocía su autoridad por medio del golpe de Estado. Finalmente el 17 de junio se firma un tratado por lo cual quedó oficialmente asentada la capitulación de Flores, y marcaría el inicio de una nueva forma de gobierno en el país de carácter civilista-militar conocida como período marcista.

## Antecedentes

### Dominación floreana

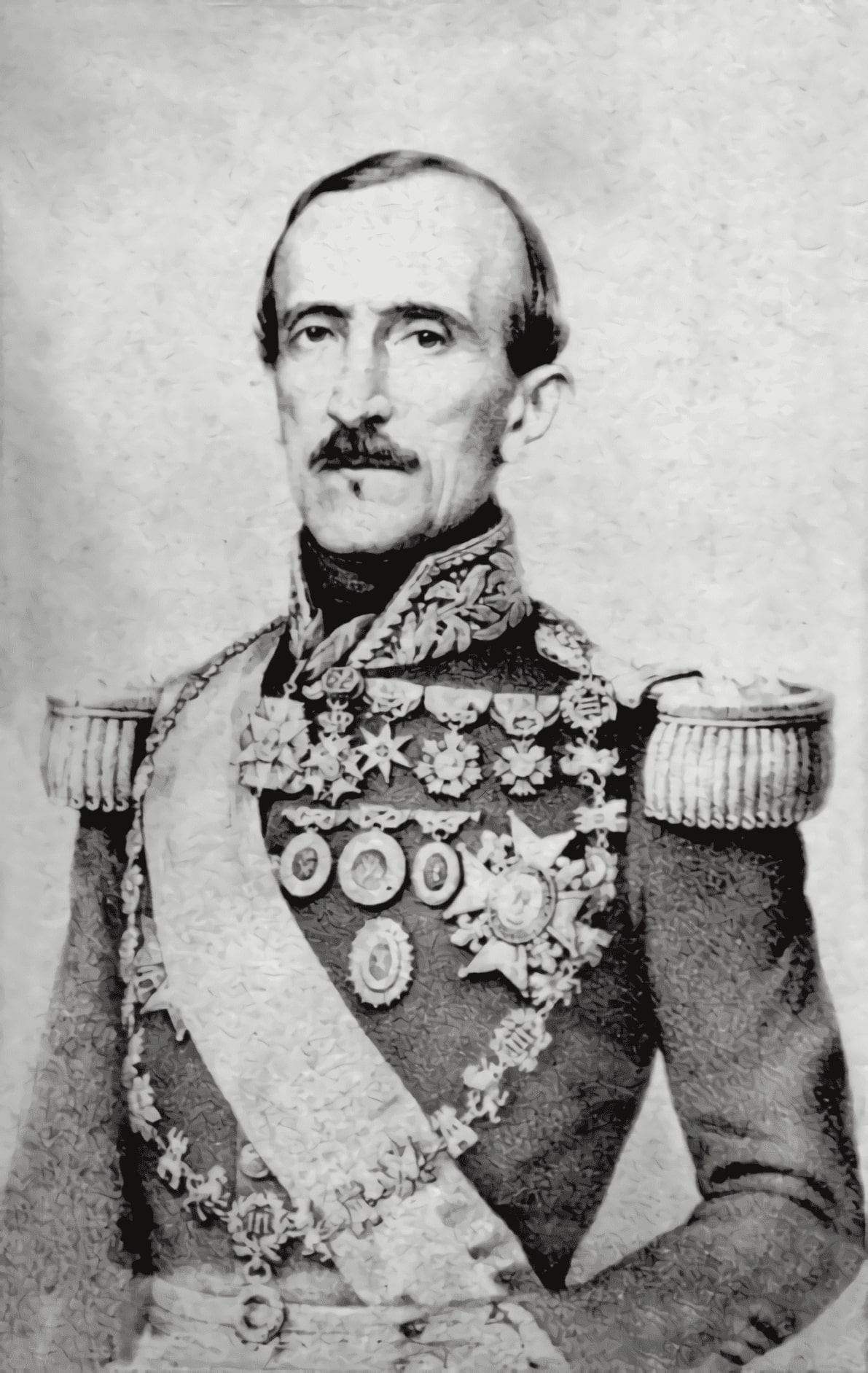
Juan José Flores

La creación de la República del Ecuador, después que los territorios que conformarían dicho estado pertenecieran a la Gran Colombia, se convocó a una asamblea constituyente para el 10 de agosto de 1830, con el fin de redactar una constitución para el nuevo país. Debido a una mala organización, la asamblea se reunió en Riobamba el 14 de agosto con 20 diputados y redactó la primera constitución política del Ecuador. Entre las resoluciones que se tomaron en aquella Convención Nacional se encuentra la decisión de designar al general Juan José Flores como Presidente de la Nación.
El gobierno de Juan José Flores tuvo falencias en el aspecto económico, debido a las asignaciones de pagos de sueldos a funcionarios públicos, favoreciéndose con ello la cúpula de gobierno y perjudicando a los funcionarios de bajo nivel. También no tenían pagos las tropas del ejército, por lo cual varios batallones se sublevaron. El producto de la mala administración económica se vio reflejado en la falta de obras públicas y en las deudas internacionales contraídas. Su poder estaba apoyado por la poderosa aristocracia de los terratenientes de la serranía (especialmente en Quito).
El período de gobierno de Flores terminó en 1834, dando con ello paso a la administración del guayaquileño Vicente Rocafuerte de pensamiento liberal y apoyado por la creciente fuerza de los comerciantes y banqueros del litoral. Las políticas aplicadas por Rocafuerte se basaban en la defensa de la libre empresa, la expansión del comercio, y en ciertos casos el anticlericalismo. Ciertamente estas acciones favorecían a las ideas progresistas de Guayaquil, mientras entraban en conflicto con la élite serrana. Rocafuerte decidió convocar un congreso constituyente y con ello se redactó la II Constitución.
Luego del mandato de Rocafuerte, el general Juan José Flores volvió a ocupar la presidencia de la república, este período comenzó en 1839 y se estimaba su culminación para 1845.

### Ambiente político
La Constitución de 1843 fue rechazada totalmente por la ciudadanía, la cual veía en la carta magna un argumento para que Juan José Flores se perpetúe en el poder. A la constitución se le denominó "Carta de la Esclavitud" y pronto empezaron a darse varios movimientos y enfrentamientos menores en contra de las decisiones del gobierno. La represión del gobierno ya había cobrado víctimas mortales para tratar de sostener la estabilidad.
Vicente Rocafuerte había desempeñado el cargo de Gobernador de Guayaquil, sin embargo, al promulgarse la constitución de Flores, decidió dimitir y autoexiliarse a Lima, Perú. Desde territorio peruano comenzó a escribir varios ensayos en contra del gobierno de Flores, lo cual contribuyó notablemente al levantamiento en contra del gobierno.
Apareció nuevamente la imagen del prócer de la independencia de Guayaquil, el doctor José Joaquín de Olmedo, quien había cuestionado la gestión de Flores desde sus inicios. También se le sumaban los guayaquileños Vicente Ramón Roca y Diego Noboa, con el apoyo de los comerciantes costeños. El pueblo ecuatoriano vivió dos años con la Constitución de 1843, hasta comienzos de 1845 cuando en la ciudad de Guayaquil se empezó a generar ciertos movimientos de la cual surgió el cambio político de la nación.

## Revolución

### Inicio de la revolución

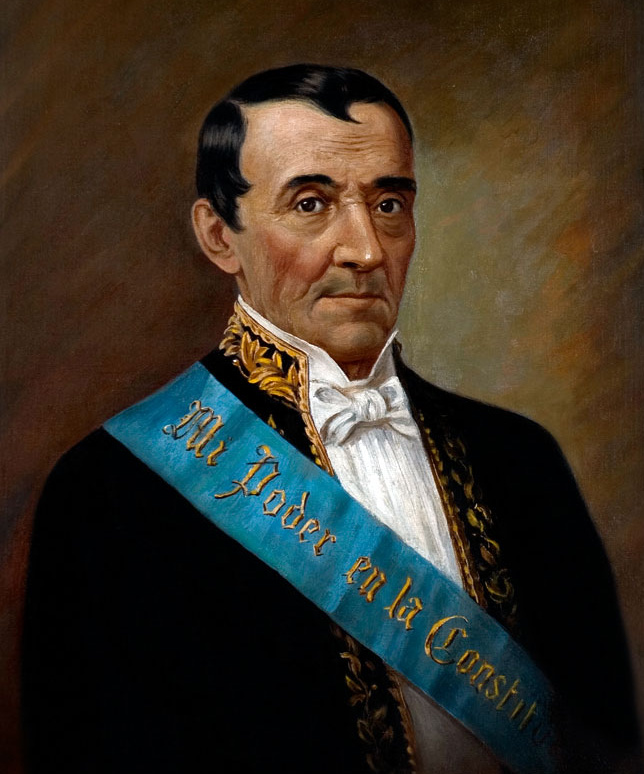
Diego Noboa

Los promotores del movimiento si eran José Joaquín de Olmedo, Vicente Ramón Roca, y Diego Noboa y Arteta. También desde el Perú, el expresidente Vicente Rocafuerte arremetía en sus escritos en contra de Flores, lo cual generó conciencia en el pueblo. La parte armada del movimiento estuvo a cargo del general Antonio Elizalde. Y también se recibía ayuda económica por parte de la cúpula de comerciantes y banqueros guayaquileños.
La revolución estalló finalmente en Guayaquil el 6 de marzo de 1845. Para el amanecer de aquel día, el teniente coronel Fernando Ayarza y el general Antonio Elizalde se dirigieron al cuartel de artillería de la ciudad con la intención de tomarlo, y estaban acompañados por otros militares con los mismos ideales y varios civiles partidarios del derrocamiento del floreanismo.
El oficial de guardia del cuartel ya se había comprometido anticipadamente con los revolucionarios, por lo cual dicho cuartel fue tomado fácilmente en manos de los marcistas, aunque se mostró cierta resistencia y represión por los pocos soldados floreanistas. La bulla de la rebelión atrajo a muchos jóvenes notables y la gente del pueblo, quienes, conociendo de lo que se trataba, fueron a pedir las armas para unirse a la causa. En breve el fuego revolucionario tomó proporciones considerables, y se trabó, por lo tanto, una lucha encarnizada entre los marcistas y los partidarios del gobierno, lucha que duró cerca de una hora y que concluyó con la más completa victoria de los insurrectos marcistas.
Consumada la revolución, se firmó un acta por medio de la cual se declaraba, entre otras cosas, que se desconocía la autoridad del presidente Juan José Flores y se consideraban como de ningún valor todos los actos, leyes y decretos del Gobierno de Quito (el de Flores), posteriores al día en que debió cesar su mando, por haber concluido su segundo período presidencial. El Gobernador de Guayaquil renunció ante la junta y al mismo tiempo se formó un gobierno provisional dirigidos por Vicente Ramón Roca, que representaba a Guayaquil; José Joaquín de Olmedo, que representaba a Quito; y Diego Noboa, que representaba al Azuay.

### Capitulación de Flores

Bandera nacional de Ecuador adoptada tras la Revolución marcista en 1845. Esta bandera sustituyó al tricolor colombiano que se había adoptado en 1830.

Tras la victoria de los revolucionarios en Guayaquil, se iniciaron las represiones del gobierno con lo cual hubo varios enfrentamientos en todo el país. El más notable de todos los movimientos en contra de Flores fue uno iniciado en la actual provincia de Manabí por José María Urbina. Los marcistas seguían militarmente liderados por Elizalde.
El presidente Juan José Flores se atrincheró en su hacienda "La Elvira", a las afueras de Babahoyo, mientras que sus tropas estaban encabezadas por Tomás Carlos Wright. Dicha hacienda se convirtió el fortín para los combates contra los revolucionarios dirigidos por Elizalde, quienes en los dos primeros enfrentamientos soportaron derrotas, sin embargo, finalmente vencieron a las fuerzas gobiernistas con el apoyo de Urbina.
Juan José Flores fue obligado a capitular el 17 de junio en la hacienda "La Virginia", de propiedad de José Joaquín de Olmedo, con lo cual entregaría el poder al gobierno provisorio marcista. Sin embargo, en los términos de la rendición se pactó la firma de un convenio, con él se le daría varios beneficios al general Flores.
Los "Tratados de la Virginia" se firmaron el 17 de junio y el 18 de junio. El primer convenio manifestaba que ninguna persona podía ser molestada por sus opiniones pasadas, ni por los servicios que hubieran prestado a los beligerantes; y además se le indemnizaría a particulares las exacciones hechas por los beligerantes. El segundo convenio expresaba que se le seguiría conservando el grado de "General en Jefe" a Flores, además de sus honores y rentas; y se le otorgaría la cantidad de 20.000 pesos para que pueda subsistir en Europa en un período de dos años. La firma de estos convenios marcó el fin de la revolución, del floreanismo, y el comienzo de una nueva etapa política para el Ecuador.
|             |
| 1845 — 1860 |

La Convención Nacional reunida en Cuenca y presidida por Pablo Merino y Ortega después del triunfo del 6 de marzo de 1845. Dispuso el cambio del escudo por decreto del 6 de noviembre de 1845, la creación de este escudo se sostiene que es del poeta José Joaquín de Olmedo.

## Consecuencias
La revolución marcista tuvo como objetivo terminar con el floreanismo, algo que se había intentado desde la revolución de los chihuahuas, en los primeros años de la república. Sin embargo en esta ocasión ocurrió con éxito, lo que desembocó la llamada época marcista. Una serie de presidentes que gobernarían a partir de esta nueva constitución y que realizaron varias reformas sociales. Entre ellas encontramos:
- Eliminación de la Carta de la Esclavitud a partir de la Revolución Marcista.
- Cambio de los colores de la Bandera y Escudo Nacional a partir de la Revolución Marcista.
- Se garantizó la propiedad intelectual a partir de la Revolución Marcista.
- Introducción de jurados para reformar la función judicial en la presidencia de Roca.
- Construcción de carreteras en Pichincha y Cotopaxi en la presidencia de Roca.
- Impulso de la agricultura a través de la creación de la Junta Agrícola en la presidencia de Roca.
- Firma del Tratado Pando-Noboa en la presidencia de Noboa.
- Manumisión de los esclavos de Ecuador en la presidencia de Urbina.
- Eliminación de aranceles para mayor apertura comercial.
- Reformas educativas buscando su modernización e impulsando la educación pública.
- Eliminación del tributo indígena en la presidencia de Robles.
- Creación del Código Civil a partir del Código de Andrés Bello en la presidencia de Robles.